# Oberea semimaura
Oberea semimaura là một loài bọ cánh cứng trong họ Cerambycidae.